# Afuá
Afuá é um município brasileiro do estado do Pará, pertencente à Mesorregião do Marajó, localizado no norte brasileiro, a uma latitude 00º09'24" sul e longitude 50º23'12" oeste, no delta do rio Amazonas.
É conhecida como a "Veneza da Ilha de Marajó",[carece de fontes?] por ter diversos canais e palafitas no fim do século XIX, sendo formada em grande parte por uma população rural.

## História
O atual município de Afuá, situado na extremidade norte-ocidental da Ilha de Marajó, teve início por volta de 1845, quando Micaela Arcanja Ferreira ali estabeleceu-se, ocupando uma posse de terras, a que denominou Santo Antônio.
Por ser a localidade apropriada para um porto e ponto de paragem de trânsito do estuário amazônico, em 1869, já existia ao redor do sítio, um núcleo populacional formado de diversas barracas.
Em 1870, Micaela doou terras para a formação da capela, que vai do igarapé divisa no Rio Marajó, desce pelo Rio Afuá, até o Igarapé Jaranduba, no Rio Cajuuna. Com essa iniciativa, Mariano Cândido de Almeida, juntamente com outros moradores locais iniciou a construção da Igreja de Nossa Senhora da Conceição do Afuá, concluindo-a em 1871.
Em virtude da facilidade de aquisição de lotes de terras, o povoado então formado logo se desenvolveu e se elevou à freguesia, em 1874, a qual foi extinta por duas vezes, até que em 1889, readquiriu sua condição.
Distrito criado com a denominação de Afuá, pela lei provincial nº 811, de 14-04-1874, subordinado ao município de Chaves.
Com a proclamação da República, no ano de 1890, Afuá obteve obtém a autonomia política ao ser elevada à categoria de município e vila por meio do decreto estadual nº 170, 02 de agosto de 1890, ao ter seu território desmembrado de Chaves. O município da Vila de Afuá é instalado em 20 de agosto de 1890.
Afuá é elevada à categoria de cidade pela lei estadual nº 403, de 02-05-1896.
Pela lei municipal nº 21, de 05-09-1898, são criados os distritos de Charapucu, Cajari, Cajuúna, Jurupari, Santa luzia e Trovão e anexado ao município de Afuá.
Em divisão administrativa referente ao ano de 1911, o município é constituído de 6 distritos: Afuá, Charapucu, Cajari, Cajuúna, Jurupari, Santa Luzia e Trovão.
Nos quadros de apuração do recenseamento de 19-IX-1920, o município é constituído do distrito sede, sendo que os distrito passaram a pertencer ao distrito sede de Afuá com zona administrativa.
Pelo decreto estadual nº 6, de 04-11-1930, adquiriu o território do extinto município de Anajás.
Em divisão administrativa referente ao ano de 1933, o município é constituído de 2 distritos: Afuá e Anajás.
A lei estadual nº 8, de 31-10-1935, menciona todos os nomes dos municípios do Pará, figurando entre eles o município de Afuá.
Em divisões territoriais datadas de 31-XII-1936 e 31-XII-1937, o município aparece constituído de 7 distritos: Afuá, Anajás Cajuúna, Corredor, Furu do Breu, Santa Julia e Trovão.
Pelo decreto lei estadual nº 3131, de 31-10-1938, desmembra do município de Afuá o distrito de Anajás e as zonas administrativa de Furu do Breu e Trovão. Para formar novamente o município de Anajás. No quadro fixado para vigorar no período de 1939-1943, o município é constituído do distrito sede. Composto de Afuá, Cajuúna, Corredor e Santa Julia. Pela lei estadual nº 158, de 31-XII-1948, é criado o distrito de Vila Baturité ex-povoado e anexado ao município de Afuá. Em divisão territorial datada de 1-VII-1950, o município é constituído de 2 distritos: Afuá e Vila Baturité. Pela lei estadual nº 1127, de 11-03-1955, extingui o distrito de Vila Baturité, sendo seu território anexado ao distrito sede do município de Afuá. Pelo Acordão do Superior Tribunal Federal, de 04-10-1955, o distrito de Vila Baturité teve sua extinção anulada. Em divisão territorial datada de 1-VII-1960, o município é constituído de 2 distritos: Afuá e Vila Baturité. Pela lei estadual nº 2460, de 29-12-1961, o distrito de Vila Baturité é extinto, sendo seu território anexado ao município de Afuá.
Em divisão territorial datada de 1-I-1979, o município é constituído do distrito sede. Assim permanecendo em divisão territorial datada de 2005.

## Geografia
Localiza-se no arquipélago do Marajó à uma latitude 00º09'24" sul e à uma longitude 50º23'12" oeste, com altitude de 8 metros. De acordo com o censo populacional de 2022, sua população é de 37 765 habitantes, distribuídos em uma área de 8 338,438 km². Por sua proximidade com a Capital Amapaense (cerca de 90km), sofre influencia direta do Estado do Amapá, ficando a quatro horas de viagem por meio de barco e duas horas de viagem se a viagem for realizada com as lanchas rápidas de até 200 passageiros.
O município possui vegetação costeira, típica da região do delta do rio Amazonas, com predominância de várzeas e igapós. Existe o Parque Estadual Charapucu, uma unidade de conservação estadual que abrange cerca de 65 mil hectares de ambiente natural preservado.
A cidade de Afuá não se confunde com o município, muito maior territorialmente - define-se como uma cidade ribeirinha, conforme a proposição de Trindade Jr. e Maria Gorete Tavares, em "Cidades ribeirinhas: mudanças e permanências". Enquanto tal, apresenta as seguintes características:
- Situado às marges de rios (Rio Cajuuna, Afuá e Marajozinho);
- Possui origem tradicional, nasceu ao redor da igreja católica de N. Sr.ª da Conceição, através de terras doadas por Micaela Ferreira, no final do século XIX;
- É local, isto é, possui forte vínculo com os rios (através da pesca, do lazer, do uso como via para o meio de transporte), com as localidades próximas, em contraposição às cidades verticais, as cidades empresas, que nascem para atender demandas externas, e;
- Pequena, até os anos 2000 possuía em torno de 10 mil habitantes (urbanos).

É localmente definida como "Veneza Marajoara" ou "Veneza Amazonense", pois a cidade se levanta sobre as águas, pouco a pouco sobre o terreno de várzea, criando uma formosa obra em palafitas. Devido a essa característica, é proibida a circulação de automóveis na cidade, o que a torna prazerosa e bela.
No entanto, devido às políticas locais, desde a década de 1990 o município vive forte êxodo rural, o que provocou um processo descontrolado de ocupação irregular da cidade.

## Organização Político-Administrativa
O Município de Afuá possui uma estrutura político-administrativa composta pelo Poder Executivo, chefiado por um Prefeito eleito por sufrágio universal, o qual é auxiliado diretamente por secretários municipais nomeados por ele, e pelo Poder Legislativo, institucionalizado pela Câmara Municipal de Afuá, órgão colegiado de representação dos munícipes que é composto por vereadores também eleitos por sufrágio universal.